# Tom Hamilton
Tom Hamilton (* 31. prosince 1951, Colorado Springs, Colorado) je americký baskytarista, známý jako člen rockové skupiny Aerosmith. Ve skupině se podílel i autorsky a to přesně na osmi hitech. Mezi nejznámější patří: „Sweet Emotions“, „Janie´s Got A Gun“ a „Jaded“. Jako spoluautor a doprovodný kytarista se zase realizoval ve skladbách „Sick As a Dog“, „Uncle Salty“ a „Toys in the Attic“. Občas zpívá doprovodné vokály.